# Avicularia braunshauseni
Die Einteilung der Lebewesen in Systematiken ist kontinuierlicher Gegenstand der Forschung. Die hier behandelte Bezeichnung ist durch neuere Forschung obsolet geworden und kann keinem Taxon sicher zugeordnet werden. Ursache kann verlorenes Originalmaterial (Typusmaterial) sein oder dem für die wissenschaftliche Erstbeschreibung verwendeten Material fehlen Bestimmungsmerkmale, um es eindeutig von ähnlichen Typen abzugrenzen.

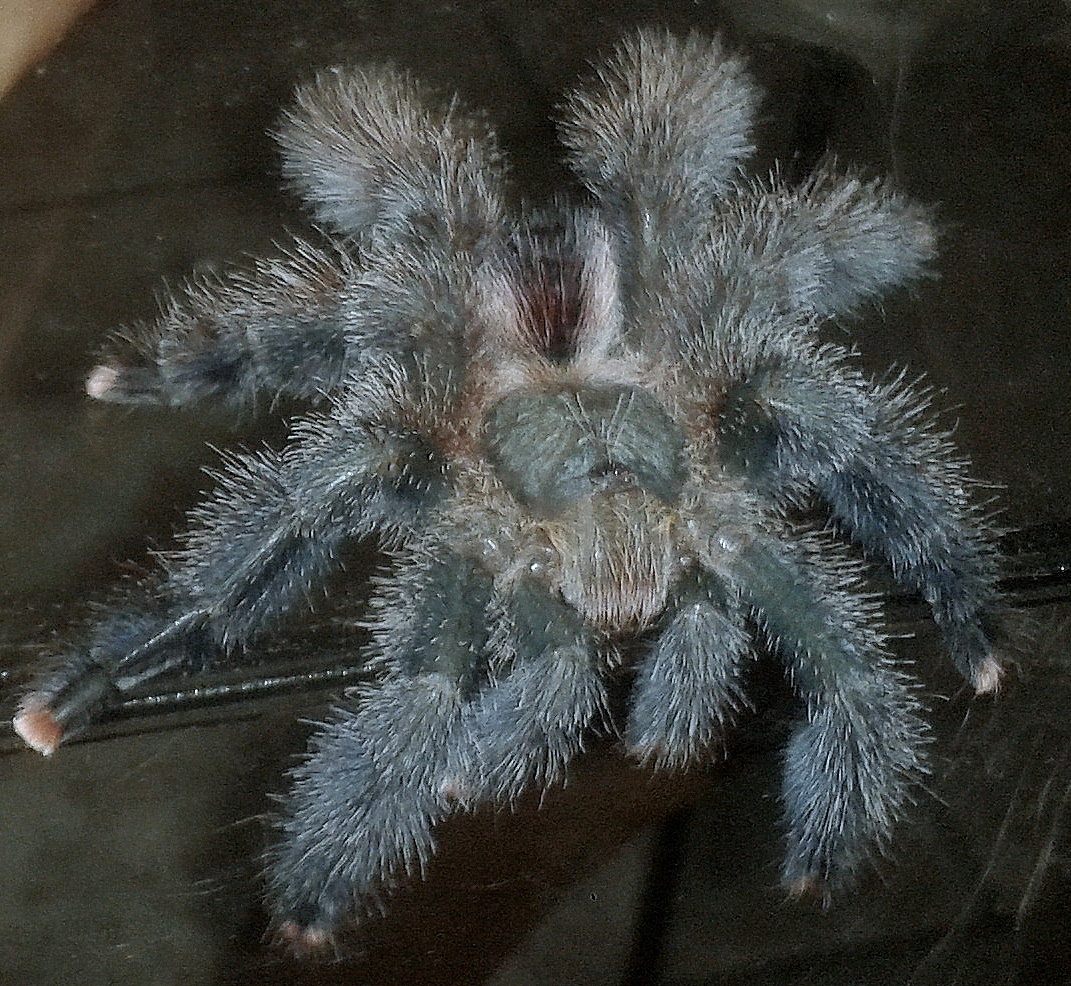
Avicularia braunshauseni

Avicularia braunshauseni (Nomen dubium) war die Bezeichnung für eine südamerikanische Vogelspinnenart. Benannt wurde sie nach Andre Braunshausen, der sie am Rande eines Pfades bei Santarem im Norden Brasiliens entdeckte. Heute wird der Artstatus bezweifelt, da sie durch den Verlust des Holotyps wissenschaftlich nicht überprüft werden kann. Diese Bezeichnung ist noch bei Terrarienhaltern verbreitet.

## Verbreitung
Avicularia braunshauseni kommt im Norden Brasiliens im Gebiet um Santarem vor.

## Merkmale
Die Körperlänge beträgt ca. 6 cm. Beim Weibchen ist die Grundfarbe grün-grau, die Haare auf Opisthosoma und Beinen sind rötlich mit weißen Spitzen. Beim Männchen ist die Grundfarbe schwarz-grau mit schwarzen Femuren.

## Verhalten
Die Spinne wird als außergewöhnlich aggressiv beschrieben und beherrscht wie die meisten Arten der Gattung Avicularia weite Sprünge.